# Neoscona alberti
Neoscona alberti là một loài nhện trong họ Araneidae.
Loài này thuộc chi Neoscona. Neoscona alberti được Embrik Strand miêu tả năm 1913.